# MAN SD202
MAN SD202 — міський двоповерховий низькопідлоговий автобус, що випускається компанією MAN Truck & Bus в період з 1986 по 1992 рік за специфікацією VöV-Standard-Bus.

## Історія
У 1982 році MAN SD202 був представлений громадськості в якості наступника MAN SD200 для берлінських транспортних підприємств (BVG). За ним пішли ще два прототипи в 1983 і 1985 році. З 1986 року модель SD202 вироблялася серійно. Вона належала стандартним рейсовим автобусам другого покоління. Автобуси були побудовані компанією Waggon Union. У Берлін було доставлено 468 автобусів MAN SD202. Ще кілька автобусів були виготовлені для Любек-Травемюндской транспортної компанії (LVG), вони отримали більш тривалий переклад осі, тому що використовувалися також на магістральних дорогах.
З 1988 року Автобуси MAN SD202 вироблялися зі злегка зміненим інтер'єром: паркувальне інвалідне місце навпроти задніх дверей було збільшено шляхом усунення ряду сидінь, крім того, що утримує стрижень був відсутній в області центральної двері.
У 1992 році виробництво автобусів MAN SD202 було припинено, на їх зміну прийшли Автобуси MAN ND202. Але більшість автобусів MAN SD202 підлягали доопрацюванню в BVG. Це повинно було продовжити термін експлуатації автобусів MAN SD202 до тих пір, поки на їх зміну не прийдуть якісь нові автобуси.

## Прімітки
1. ↑  Buspage Berlin. www.buspage-berlin.de. Архів оригіналу за 23 грудня 2018. Процитовано 26 жовтня 2021.